# Gift Aid
Gift Aid est une incitation fiscale britannique instituée dans la loi de Finances 1990 (Finance Act 1990). Elle permet d'encourager les dons faits par des particuliers aux associations caritatives.
Initialement le Gift Aid ne s'appliquait qu'aux dons de plus de 600 £. Peu à peu le gouvernement a étendu le système et réduit le seuil minimum. En 2000, le seuil minimum sur le montant du don a été aboli.

## Fonctionnement
Une personne payant ses impôts au Royaume-Uni peut demander à faire partie du programme Gift Aid. Il lui suffit d'une déclaration simple, écrite ou orale, auprès de l'association caritative à laquelle elle souhaite faire un don. Une fois le don effectué par le particulier, l'association peut demander au département britannique chargé de la collecte des impôts (HM Revenue and Customs) de compléter ce don. Le don fait par le particulier est alors interprété par HMRC comme un don fait après le paiement de l'impôt sur le revenu (income tax) sur la base du taux de base (fixé à 20 % en 2012).
Par exemple, un don de 100 £ fait par un particulier est interprété comme un don fait après le paiement de l'income tax. Il correspond donc, sur la base d'un taux d'imposition de 20 %, à une valeur brute (avant imposition) de 125 £. Le reliquat de 25 £ est payé par HMRC à l'association caritative qui reçoit donc au total 125 £. De plus, si le particulier est soumis à un taux d'imposition plus élevé, il peut aussi recevoir un remboursement de HMRC après sa déclaration d'impôts. Par exemple, un particulier étant imposé à 50 %, peut recevoir 125×(50-20)/100=37,50 £ de HMRC.

## Source
- (en) Cet article est partiellement ou en totalité issu de l’article de Wikipédia en anglais intitulé « Gift Aid » (voir la liste des auteurs).